# Parasyte: Part 2
Parasyte: Part 2 (寄生獣 完結編, Kiseijū Kanketsu-hen) és una pel·lícula de ciència-ficció de terror d’acció japonesa del 2015 dirigida per Takashi Yamazaki, protagonitzada per Shota Sometani. És la segona pel·lícula de les dues pel·lícules Parasyte, i va ser precedida per Parasyte: Part 1.

## Argument
La policia utilitza l'assassí en sèrie Uragami per identificar paràsits entre els humans, ja que té una capacitat especial per detectar-los; tanmateix, no és capaç d'identificar correctament en Shinichi Izumi. Uns mesos després dels esdeveniments de la pel·lícula anterior, Shinichi continua rastrejant i matant els paràsits que terroritzen el món humà per menjar, amb l'ajuda de Migi, el paràsit que infecta la seva mà dreta. S'assabenta que el rastreja Shiro Kuramori, un periodista contractat pel paràsit Ryoko Tamiya. Shiro descobreix la veritat sobre Migi i planeja exposar en Shinichi. En Shinichi li diu a la Shiro que en Tamiya és un paràsit i l'insta a deixar d'implicar-se per la seva seguretat. Mentrestant, la Tamiya ha donat a llum el seu fill humà i a poc a poc aprèn a convertir-se en mare, creixent furiosa per protegir el seu nadó i matant els seus companys paràsits quan l'amenacen.
Malgrat l'advertència de Shinichi, Kuramori continua gravant la seva conversa amb l'alcalde Takeshi Hirokawa, que en secret dirigeix una organització formada per paràsits. Hirokawa ordena als paràsits que maten en Kuramori, però només aconsegueixen matar la seva filla. Jurant venjança, Kuramori segresta el fill de Tamiya i la crida a un parc perquè pugui veure com mata el nadó. Malgrat els intents de Tamiya i Shinichi de convèncer-lo del contrari, en Kuramori gairebé aconsegueix el seu pla, resultant la seva mort a mans de Tamiya. Quan la Tamiya s'acosta a Shinichi, la policia li dispara mortalment. En lloc de defensar-se, la Tamiya protegeix el seu fill, explicant a en Shinichi que ara sap què és ser humà. Ella lliura el seu fill a Shinichi abans de morir, recordant a Shinichi la seva pròpia mare.
Al mateix temps, un equip del servei secret evacua l'ajuntament en descobrir la veritable alineació d'Hirokawa. Són capaços de matar gairebé tots els paràsits, així com el mateix Hirokawa, que resulta ser un humà que dóna suport als paràsits i desconfia dels humans. El paràsit restant, Goto, resulta ser massa poderós per a l'equip, ja que el seu cos conté cinc paràsits. Massacra l'equip i comença la seva persecució de Shinichi. Acorralat en un bosc, en Migi se sacrifica per permetre que en Shinichi escapi.
En Shinichi plora en Migi i és consolat per la seva xicota, Satomi Murano. L'endemà al matí, en Shinichi descobreix que una part de Migi encara està a la seva mà dreta, gràcies a que el seu cos està infectat amb les cèl·lules de Migi a la pel·lícula anterior. Atrau a Goto a una instal·lació d'eliminació i és capaç de fer-lo mortalment. Al principi reticent a matar-lo, en Shinichi finalment decideix que vol protegir els seus éssers estimats i acaba amb Goto. De tornada a casa, en Migi li diu a un Shinichi consternat que com que els paràsits s'han extingit, ara entrarà en hibernació per aconseguir una evolució, presumiblement fins al punt que els dos no es tornaran a veure mai més, trencant el cor d'en Shinichi.
Uns anys més tard, Shinichi i Satomi visiten l'ara petit fill de Tamiya, que es diu Taiki Tamiya. Després, apareix Uragami, segresta Satomi i la porta a un terrat. Afirma la seva creença que els humans són els veritables monstres i demana l'opinió d'en Shinichi, ja que està segur que Shinichi és un paràsit. No obstant això, amb l'ànim d'en Satomi, en Shinichi desafia l'opinió d'Uragami i salva amb èxit en Satomi amb l'ajuda d'en Migi, que s'havia despertat momentàniament del seu estat latent per ajudar-lo.

## Repartiment
- Shota Sometani com a Shinichi Izumi
- Eri Fukatsu com a Ryoko Tamiya
- Sadao Abe com a Migi
- Ai Hashimoto com a Satomi Murano
- Hirofumi Arai com a Uragami
- Pierre Taki com a Miki
- Takashi Yamanaka com a Tsuji (辻)
- Hideto Iwai com a Kusano
- Nao Ōmori com a Shiro Kuramori
- Kōsuke Toyohara com a Yamagishi
- Kazuki Kitamura com a Takeshi Hirokawa
- Jun Kunimura com a Hirama
- Tadanobu Asano com a Goto

## Recepció
Edmund Lee de South China Morning Post va donar a la pel·lícula 2 estrelles i mitja sobre 5. Elizabeth Kerr de The Hollywood Reporter la va descriure com "un bon exemple de cineastes, productores i distribuïdors que esperen treure un cop més de taquilla del seu material original que no sempre ho exigeix, el resultat net és una lluita pel contingut". James Marsh de Twitch Film va considerar que "[els] elements de ciència-ficció, terror i aventures de la història queden de banda aquí, i el resultat és una experiència bastant desconcertant, tot i que conserva una visió de promeses i invencions disperses que no s'han realitzat en gran part." Mark Schilling de The Japan Times va dir: "el missatge és que els humans i els paràsits són productes vius del mateix univers indiferent, enfrontant molts dels mateixos problemes de supervivència, si no resolent-los de la mateixa manera."

## Reconeixements
| Any  | Premi                                    | Categoria         | Receptor         | Resultat |
| ---- | ---------------------------------------- | ----------------- | ---------------- | -------- |
| 2015 | Nippon Connection Japanese Film Festival | Millor pel·lícula | Takashi Yamazaki | Nominat  |